# Taxithelium vernieri
Taxithelium vernieri är en bladmossart som beskrevs av Bescherelle 1898. Taxithelium vernieri ingår i släktet Taxithelium och familjen Sematophyllaceae. Inga underarter finns listade i Catalogue of Life.